# Voorburg (plantage)
Voorburg was een plantage aan de Surinamerivier in het district Commewijne in Suriname. De plantage lag tussen de plantages Suzanna's Daal en Zoelen. In het Sranan heette de plantage Santigron.

## Geschiedenis
Het gebied rond Fort Nieuw-Amsterdam werd omstreeks 1750 door de Sociëteit van Suriname aangelegd als kostgrond voor de bewoners van het fort. Een verkavelingsproject voor militairen dus. Voorburg werd gekocht door Jurriaan François de Friderici die er een suikerplantage van maakte. 
Na De Frederici's dood kwam Voorburg in bezit van Johann Jacob Faesch. Deze was al eigenaar van de plantages Hooyland en Weltevreden. Hij werd opgevolgd door zijn zoon Jean Jacques. In 1827 moet de familie Faesch een groot deel van de bezittingen wegens financiële problemen overdoen aan Jacques Moyet. Deze was firmant in het handelshuis Fraissinet en Van Baak. Dit handelshuis was ook deels eigenaar van de plantages De Hoop, Mariënburg en Nieuw Clarenbeek.
De plantage werd daarna aangekocht door enkele zakenlieden uit Millingen. Zij richtten de Landbouwmaatschappij Voorburg op, waartoe ook Suzanna's Daal en Belwaarde behoorden. Na de emancipatie werd overgeschakeld op de teelt van cacao, koffie en banaan. Het werk werd toen gedaan door contractarbeiders, waaronder uit Barbados. Aan het begin van de 20e eeuw werd er rubber op de plantage getapt. In de jaren 50 was Voorburg een van de grootste citrusproducenten van Suriname. Rond 1960 werd de plantage verlaten. In 1978 werd de plantage gekocht door Harold Riedewald. Na zijn overlijden kwam de plantage in het bezit van de overheid die de plantage verkavelde voor woningbouw.

## Geboren in Voorburg
- Humphrey Anson (1938-2022), drummer

A la bonne heure · Accaribo · Anna's Zorg · Akkerboom · Alliance · Alkmaar · Andresa · Auka · Andreesgift · Badenstein · Bantaskine · Barbados · Batavia · Beekenhorst · Belladrum · Bellevue · Belwaarde · Beninenburg · Berg en Dal · Bergen op Zoom · Berlijn (Commewijne) · Berlijn (Para) · Bethlehem · Boksweide · Boston · Botany Bay · Boxel · Bronswijk · Brouwerslust · Bruinendaal · Bucklebury · Buitenrust · Burnside · Cadrosspark · Caledonia · Campenburg · Cannewapibo · Catharina Sophia · Clevia  · Cliffort-Kokshoven · Clyde · Concordia · Concordia en een Kwart Lot · Courcabo · De Dageraad · De Eendragt · De Goede Vriendschap · De Resolutie · De Vier Hendrikken · Diamond · Dijkveld · Domburg · Dordrecht · Drie Gebroeders · Driesveld · Eendragt · Elisabeth's Hoop · Ellen · L'Espérance (Nickerierivier) · L'Espérance (Surinamerivier) · Esthersrust · Fairfield · Fortuin · Flora · Florentia · Frederiksburg · Frederiksdorp · Frederikslust · Geertruidenberg · Geyersvlijt · Glensander · Gloria · Groot Chatillon · Groot Marseille · Guadeloupe · Haarlem · Hague · Hamburg · Hamilton · Hamptoncourt · Hannover · Hazard · Hebron · Hecht en Sterk · Hildesheim · Hooyland · Hope · Houttuin · Huntly · Huwelijkszorg · Inverness · Jagtlust · Jodensavanne · Johan & Margaretha · Johanna Catharina · Johanna Maria · Johannesburg · John · Katwijk · Kent · Kerkshoven · Killenstein · Klein Bellevue · Kleinhoop · Krappahoek · Kroonenburg · Kwatta · La Jalousie · La Prévoyance · La Prosperité · La Rencontre · La Ressource (Saramacca) · La Ressource (Surinamerivier) · La Singularité · Laarwijk · Leasowes · Leliëndaal · Leonsberg · Livorno · Longmay · Lunenburg · Lust en Rust · Lustrijk · Maasstroom · Margarethenburg · Maria Petronella · Mariënbosch · Mariënburg · Margaretha's Gift · Mary's Hope · Meerzorg · Merveille · Moed en Kommer · Mon Bijou · Mon Souci · Mon Trésor · Monnikendam · Mopentibo · Morgenster · Moy · Nieuw Mocha · Nieuwzorg · Nieuwe Aanleg · De Nieuwe Grond · Nijd en Spijt · Novar · Nursery · Nut en Schadelijk · Onoribo · Onverwacht · Oranibo · Ornamibo · Overbrug · Overtoom 
· Oxford · Palestina · Paradise · Persévérance · Petersburg · Picardië · Peperpot · Pieterszorg · Plaisance · Poelwijk · Potosie · La Prevoyance · Purmerend · Rac à Rac · Reijnsdorp · Reijnsfort · Rijnberk · Roosenburg · Rorac · Rust en Werk · Rustenburg · Saltzhalen · Sans Souci · Saphir · Sarah · Sardam · Schaapstede · Schoonoord · Sinabo en Gelre · Sint Barbara · Sint Eustatius · Slootwijk · Smalkalden · Sorgvliet · Spieringshoek · Standvastigheid · Suidwijn · Suzanna's Daal · Toevlugt (Surinamerivier) · Tout Lui Faut · Toledo · Totness · Tyronne · 't Vertrouwen · Victoria · Vierkinderen · Visserszorg · Voorburg · Voorzorg (Saramacca) · Vossenburg · Vredenburg · Vriendsbeleid en Ouderzorg · Vreeland · Waltonhall · Waldijk · Waterloo · Wederzorg · Welbedacht · Welgelegen (Commewijne) · Welgelegen (Coronie) · Welgevallen · Weltevreden · Wolffs Capoerica · Wolfenbüttel · 't Ylant · Zoelen · Zorg en Hoop (hout) · Zorg en Hoop (indigo) · Zorg en Hoop (katoen) · Zorg en Hoop (suiker)